# Свиница (Румъния)
Свиница (на румънски: Sviniţa) е село в югозападна Румъния, административен център и единствено селище на община Свиница в окръг Мехединци. Населението му е около 925 души (2011).
Разположено е на 42 метра надморска височина в пролома Железни врата, на северния бряг на язовир Железни врата и на 47 километра югозападно от Дробета - Турну Северин. Селището е известно от 1443 година и на няколко пъти сменя мястото си, за последен път през 70-те години на XX век, когато е залято от язовира. Днес 90% от жителите му се самоопределят като сърби.